# Karcino
Karcino – wieś sołecka w północno-zachodniej Polsce, położona w województwie zachodniopomorskim, w powiecie kołobrzeskim, w gminie Kołobrzeg.
Oś miejscowości stanowi droga powiatowa nr 3355Z do Kołobrzegu o długości 15 km. Z Karcina odchodzi także droga powiatowa nr 0253Z do Nowogardka o długości 8,6 km.
W Karcinie znajduje się neogotycki kościół pw. Krzyża Świętego z 1869 roku. Na dawnym cmentarzu ewangelickim przy kościele znajduje się 27 lip drobnolistnych o obwodzie od 220 do 330 cm i wysokości do 30 m, a także dąb szypułkowy o obwodzie 330 cm i wysokości 40 m. Drzewa te są pomnikami przyrody.

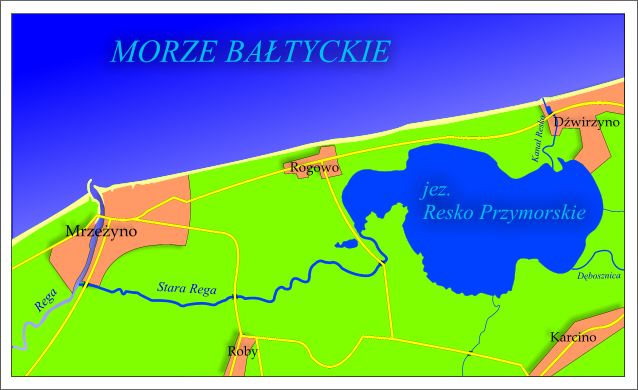
Mapa przedstawiająca położenie Karcina

W miejscowości mieści się przystanek kolejowy Karcino, a w pobliżu wsi jest Farma Wiatrowa Karcino. 
Wieś składa się także z części: Rogozina, Sieradowo, Świerszczewo.